# Obiliq

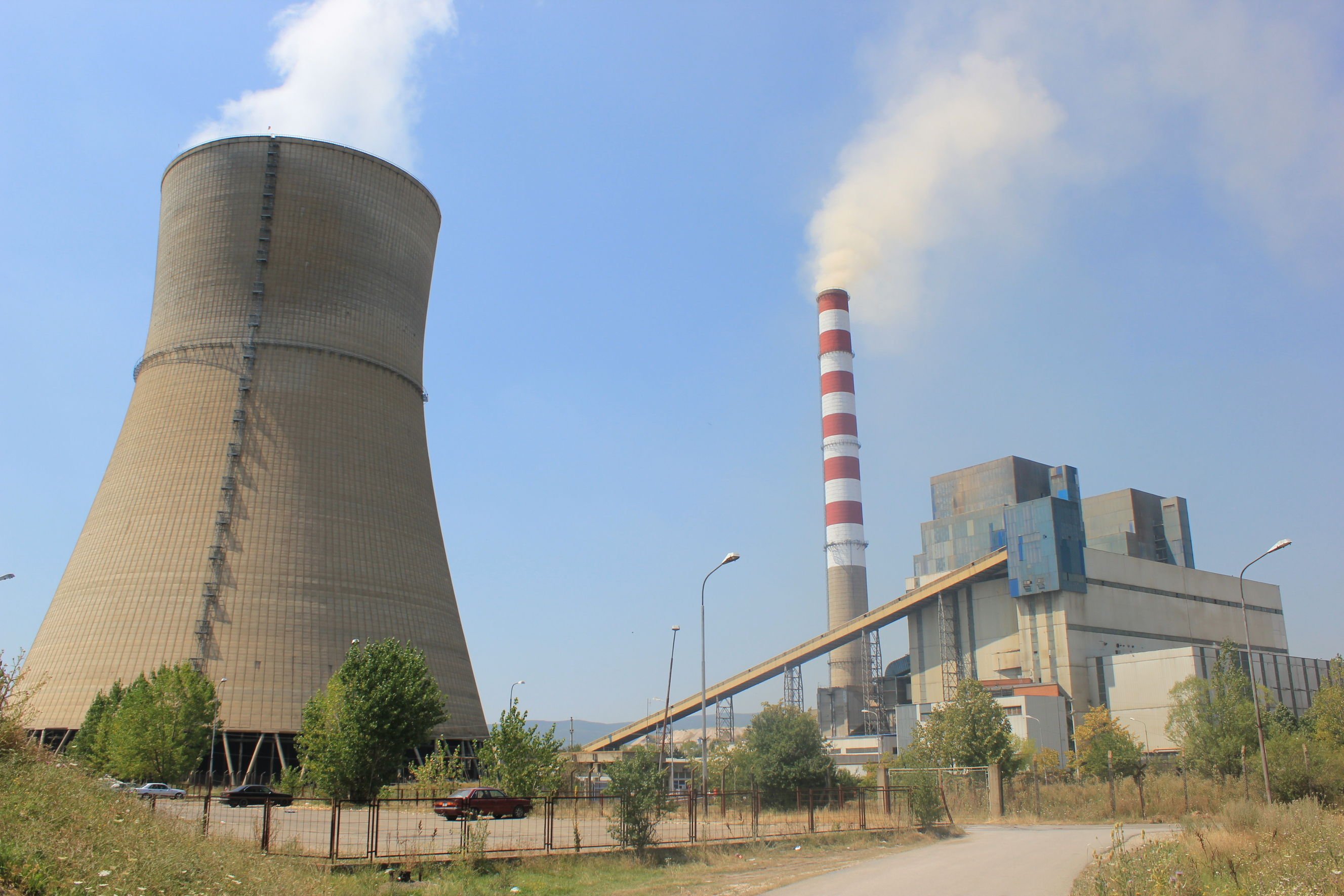
Block 2 des Kraftwerks Obiliq

Obiliq (albanisch auch Obiliqi, seltener auch Kastriot bzw. Kastrioti, serbisch Обилић Obilić) ist eine Stadt sowie Amtssitz der gleichnamigen Gemeinde im Zentrum des Kosovo. Sie grenzt im Südosten an die Gemeinde Pristina an, von der sie 1989 getrennt wurde. Die Hauptstraße zwischen Pristina und Mitrovica durchzieht das Gemeindegebiet.

## Geschichte
Bis 1912 trug der Ort den Namen Globoderica (serbokroatisch-kyrillisch Глободерица), mit der serbischen Eroberung während des Ersten Balkankriegs ist er nach dem serbischen Nationalhelden Miloš Obilić benannt. Globoderica erlangte mit dem Bau einer Eisenbahnlinie ab 1873 größere lokale Bedeutung als Bahnhof für das nahe gelegene Pristina und wuchs durch Zuzug zu einem Wirtschaftsstandort an: 1933 waren hier mittlerweile 15 Betriebe ansässig.

## Bevölkerung
Die 2011 durchgeführte Volkszählung ermittelte für Obiliq 6864 Einwohner, darunter 6627 (96,55 %) Albaner, 207 (3,02 %) Roma, Aschkali und Balkan-Ägypter, 13 Bosniaken sowie fünf Goranen.
| Jahr      | 1948  | 1953  | 1961  | 1971  | 1981  | 1991   | 2011  |
| --------- | ----- | ----- | ----- | ----- | ----- | ------ | ----- |
| Einwohner | 1.217 | 1.613 | 3.646 | 6.906 | 8.769 | 11.612 | 6.864 |

## Sport
Der lokale Fußballverein ist der KF KEK, der in der drittklassigen Liga e Dytë spielt.
Der lokale Handballverein ist der KH KEK-u, sowie der Frauenhandballverein KHF KEK-u. Beide Vereine  sind zweitklassig.

## Wirtschaft
Obiliq ist Standort eines der beiden Braunkohlekraftwerke des Kosovo.
Dieses steht in der Kritik, zu erheblicher Umwelt- und Gesundheitsbelastung etwa in Form von Luftverschmutzung zu führen.

## Persönlichkeiten
- Jana (* 1974), serbische Sängerin